# Claudia Schumacher
Claudia Schumacher (* 15. Dezember 1986 in Tübingen) ist eine deutsche Schriftstellerin und Journalistin. Sie lebt in Hamburg.

## Leben
Schumacher wurde 1986 in Tübingen geboren und wuchs in Nürtingen auf. In Berlin studierte sie Literaturwissenschaft, Amerikanistik und Kunstgeschichte. Sie war 2008 Mitgründerin des Campusmagazins Furios der FU Berlin. Als freie Journalistin arbeitete sie ab 2007 für die Stuttgarter Nachrichten und für Die Welt.
2012 zog sie in die Schweiz, wo sie sieben Jahre lang als Journalistin arbeitete, unter anderem bei der NZZ am Sonntag als Redakteurin im Gesellschaftsressort. Sie war mehrfach als Schweizer Gesellschaftsjournalistin des Jahres nominiert. Seit 2018 lebt sie in Hamburg. Als freie Mitarbeiterin schrieb sie Kolumnen und Reportagen für Die Zeit.
2022 erschien ihr Debütroman Liebe ist gewaltig im Literaturprogramm von dtv. Neben ihrer Tätigkeit als Schriftstellerin verfasst sie eine wöchentliche Kolumne namens Fast verliebt für den Schweizer Tages-Anzeiger und die österreichische Kleine Zeitung. Im Literaturhaus Hamburg moderiert sie die Gesprächsreihe "Schumacher trifft...".
Sie ist Mitglied des PEN Berlin.

## Werk
Im Mai 2022 erschien ihr Debütroman Liebe ist gewaltig bei dtv. Er handelt von häuslicher Gewalt im bürgerlichen Milieu. Er wurde für zahlreiche Literaturpreise nominiert und bei den Hamburger Literaturpreisen 2022 als "Buch des Jahres" ausgezeichnet. Der Schriftsteller Benedict Wells nannte es ein „Debüt, das mich umgehauen hat wie lange nichts mehr (...) ich habe es selten erlebt, dass jemand für diese Abgründe so präzise, scharfsinnige, erschütternde und zugleich komische Worte gefunden hat, ihre Schreibe ist unglaublich, ein echter Wurf“. Von der Literaturkritik wurde das Buch sehr positiv beurteilt: Rainer Moritz nannte es im Deutschlandfunk Kultur ein „Kunststück“, es sei „souverän, provokativ, sprachmächtig und originell von der ersten Seite an“. Der Schweizer Tages-Anzeiger schrieb von einem „Debüt, das seinesgleichen sucht“ und befand: „Die Sprache erinnert sowohl in Rhythmik wie Direktheit an Rap – jeder Satz ist gekonnt gesetzt, kein Moment wirkt konstruiert, die Handlung trägt bis zur letzten Seite“. Der Roman wurde in der Schweiz zum Bestseller.
Das Hörbuch zu Liebe ist gewaltig erschien im Argon Verlag, gelesen von der Schauspielerin Inka Löwendorf.
In niederländischer Übersetzung erschien Liebe ist gewaltig 2024 bei Meulenhoff unter dem Titel Soms droom ik nog.

## Stipendien, Nominierungen und Preise
- 2020: Zukunftsstipendium der Stadt Hamburg[35]
- 2022: Hamburger Literaturpreis in der Kategorie "Buch des Jahres"; Nominierung für den Aspekte-Literaturpreis[36] (Shortlist); Nominierung für den Newcomer-Preis des Debütpreis des Harbour Front Literaturfestivals[37][38] (Shortlist); Nominierung für den Blogger-Award "Das Debüt" (Shortlist); Jahresstipendium für Literatur der Kunststiftung Baden-Württemberg[24]
- 2023: Jahresstipendium für Literatur des Kunstministeriums Baden-Württemberg[39]; Aufenthaltsstipendium des Literarischen Colloqiums Berlin[40]; "Liebe ist gewaltig" ist deutscher Beitrag beim Festival du premier roman in Chambéry[41]; Nominierung für den BücherFrauen-Literaturpreis (Longlist)[42].
- 2024: Aufenthaltsstipendium der Fondation Heinrich Maria & Jane Ledig-Rowohlt im Château de Lavigny (CH)[43]
- 2025: "Liebe ist gewaltig" ist das „Buch für die Stadt 2025“ – eine Literaturaktion von Literaturhaus Köln und „Kölner Stadt-Anzeiger“[44]

## Werke

### Roman
- Liebe ist gewaltig. dtv, München 2022, ISBN 978-3-423-29015-9. Als Hörbuch: Liebe ist gewaltig. Hörbuch gelesen von Inka Löwendorf. Argon, Berlin 2022, ISBN 978-3-8398-1961-6.

### Beiträge in Zeitschriften und Anthologien (Auswahl)
- Nemesis. In: Jürgen Abel, Antje Flemming (Hrsg.): ZIEGEL 17. Das Hamburger Jahrbuch für Literatur. 2. Auflage. mairisch Verlag, Hamburg 2021, ISBN 978-3-948722-07-4.